# Neopanorpa translucida
Neopanorpa translucida är en näbbsländeart som beskrevs av Cheng 1957. Neopanorpa translucida ingår i släktet Neopanorpa och familjen skorpionsländor. Inga underarter finns listade i Catalogue of Life.